# Daniela Braga
Daniela Agreste Braga (São Paulo, 23 de janeiro de 1992), também conhecida como Dany Braga, é uma modelo brasileira.